# Уйгури
Уйгурите са тюркска народност, обитаваща Северозападен Китай (най-вече Синдзян-уйгурския автономен регион, познат още и като Източен Туркестан или Уйгуристан), където те са преобладаваща етническа група, наред с китайците) и съседните части на Узбекистан, Казахстан и Киргизстан. Отделна група уйгури живее в Южен Китай, провинция Хунан. Друга малка група (ок. 10 000 души) обитава провинция Гансу под името югури.

## История
Наред с тюркутите, уйгурите са един от най-големите и устойчиви тюркски народи в Централна Азия. В периода 460 – 545 г. уйгурските племена влизат в състава на номадското племенно обединение Руран на територията на днешна Монголия и Северозападен Китай. От 541 до 565 част от уйгурите е управлявана от белите хуни, заедно с голяма част от Централна Азия и Северен Китай. По-късно уйгурите са подчинени от Тюркския хаганат. Известни като хуихе ((回紇) в китайските източници, през 8 век те създават свой хаганат и изместват тюркутите.
Уйгурският каганат просъществува от 744 до 840 г. и при най-голямото си разширение достига от Каспийско море до Манджурия. Когато хаганатът е унищожен от енисейските киргизи, отделни групи уйгури мигрират към нови райони, включително днешните Синцзян и Гансу и степите на Средна Азия. В Джунгария и Таримския басейн уйгурите се смесват със завареното ираноезично население – тохари и заселилите се след тях саки и согдийци. Там те създават своя държава, т.нар. Идикутско ханство, което просъществува до 1209, когато е покорено от монголите на Чингис хан. След разпадането на Монголската империя повечето уйгури живещи в областта на Синдзян стават поданици на Китай по времето на династия Цин.
Преди ислямизацията си, уйгурите били манихеи, будисти и несториани. Западната част на Таримския басейн започва да приема исляма през 10 век, но повечето уйгури в Беш Балик и Турфан са ислямизирани едва през 15 век след разрастването на Яркендското ханство, монголска държава с център Западен Тарим. С приемането на исляма традиционният етноним уйгури е изоставен и предшествениците на днешните уйгури започват да се наричат тюрки или мюсюлмани.
Уйгурите, мигрирали в днешната провинция Гансу през 9 век, преминават от манихейството към тибетския будизъм и за разлика от западните си сънародници по-късно не са ислямизирани.
Някои известни уйгури са Абдурашид Хан, Аманиса Хан, Сиян Фей.
Някои известни личности с уйгурски произход са Ребия Кадир (САЩ), Дилназ Ахмадиева (Казахстан), Бакитжан Сагинтаев (Казахстан), Мурат Насиров (Русия), Джаки Шроф (Индия)

## Разселение
Уйгурите са най-големият тюркски и вторият мюсюлмански народ след хуейте в Китай. Основната територия на заселване е северозападната част на Китай (Източен Туркестан или Синцзян-Уйгурски автономен район) и пограничните райони на Казахстан и Киргизстан.
Според официални китайски данни в Китай има около 11 милиона уйгури. По-голямата част от уйгурите живеят в Източен Туркестан, където те са най-големият народ, съставляващ 45% от населението на региона, а малки общности също живеят в големите градове в Източен Китай. Има и малък уйгурски анклав от около 7000 души в провинция Хунан, в югоизточната част на Китай, където те живеят от няколко века.
Извън Китай броят на уйгурите е приблизително 0,5 милиона, като те са представени в много страни, но повечето от тях живеят в бившите съветски републики от Централна Азия, съседни държави на Китай, където броят им е над 300 000. От тях 50 хиляди в Киргизстан и 20 хиляди в Узбекистан.
В Турция съществува голяма уйгурска диаспора. Уйгурски общности има и в Пакистан, ОАЕ, Германия, Белгия, Нидерландия, Великобритания, Швеция, Канада, САЩ, Русия, Япония, Австралия и Таджикистан.
Уйгурски диаспори могат да бъдат намерени в градове като Сидни, Пекин, Шанхай, Мека, Алма-Ата, Бишкек, Мюнхен, Душанбе и други. Уйгурските общности се характеризират с традиционна самоорганизация под формата на махала, ръководена от избрани бригадири жигит-беши. Обикновено общностите са част от уйгурски обществени организации, чиято обединителна организация от своя страна е Световният уйгурски конгрес.

## Галерия
- На бръснар
- Момиче
- Деца